# Taganrog (grano)

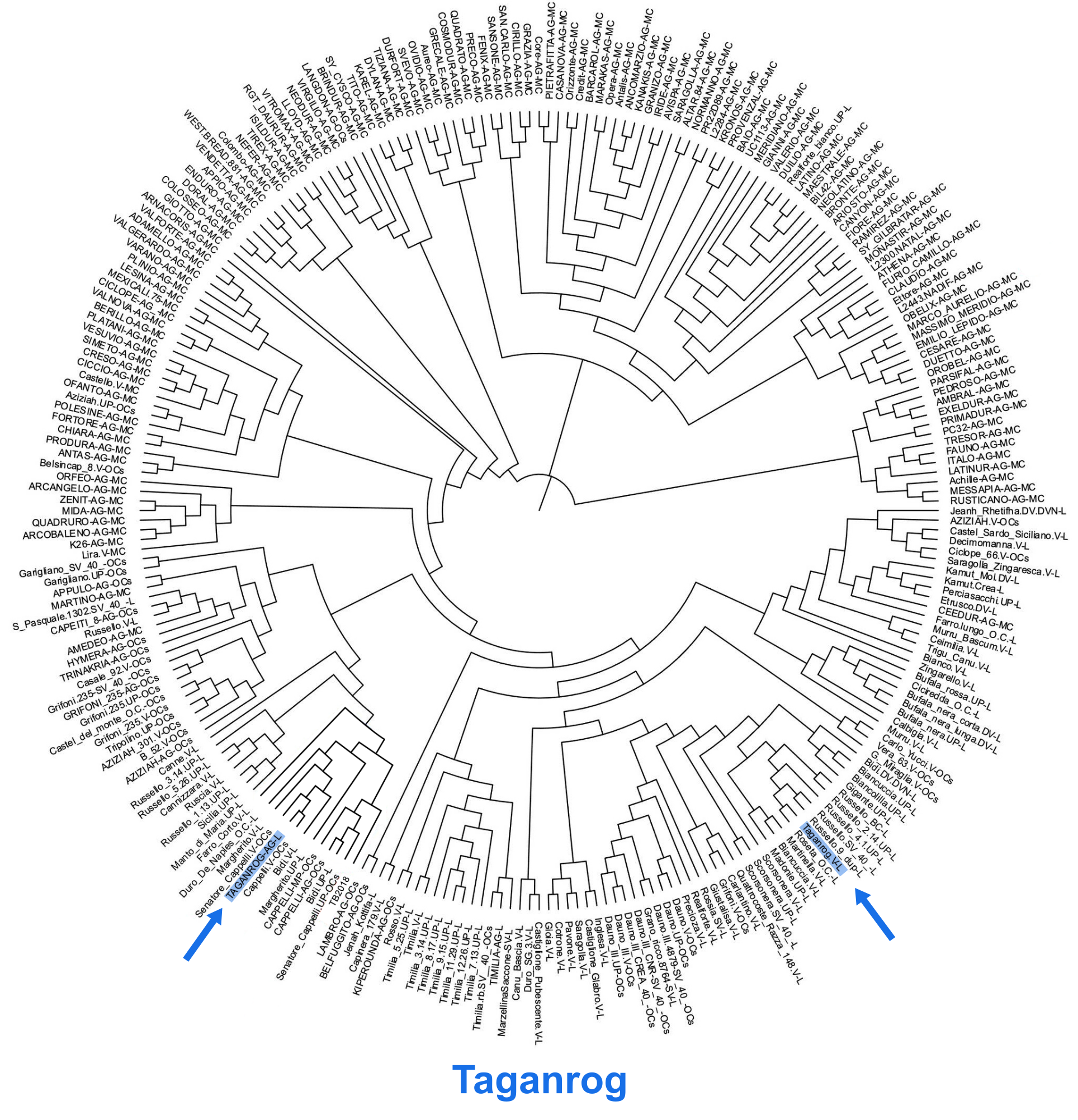
Dendrogramma del Taganrog rispetto 259 varietà italiane

Il grano Tagarong o arnautka o gornovka o beloturca o kubanka (in russo таганрогская пшеница?) (Triticum turgidum subsp. durum) è un grano duro russo scomparso che prende il nome dall'omonima città portuale di Taganrog, nella regione di Rostov, nella Russia meridionale.

## Storia

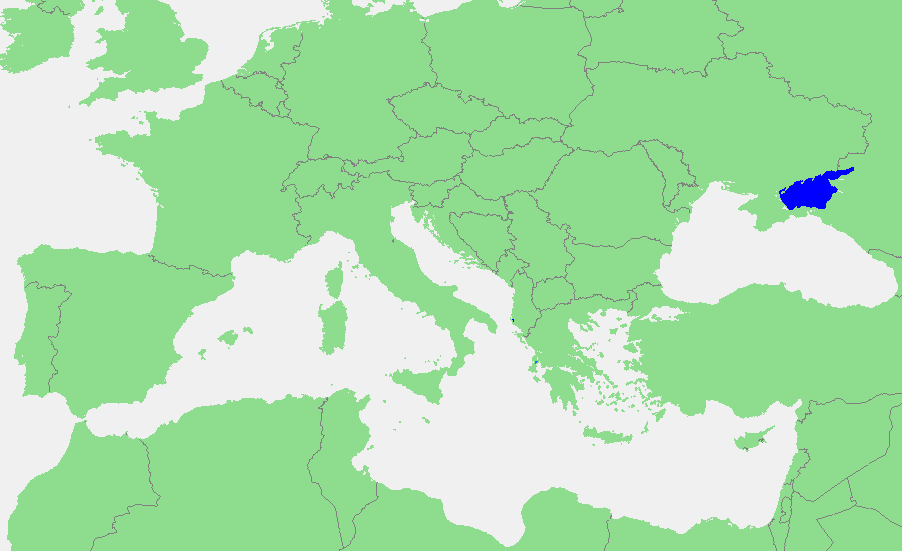
Il mar d'Azov, grande baia situata a Nord-Est del mar Nero, collegata al corpo d'acqua principale attraverso lo stretto di Kerč'.

Scambi tra l'Italia e la Russia sono noti sin dall'epoca bizantina; è noto che nel 1247 negozianti genovesi importavano dal porto di Tana (oggi Azov) grano saraceno, frumento, pesce salato e caviale. Nel XV secolo commercianti veneziani portavano dalla regione del Don frumento, pane, pesce di acqua dolce e cera.
Fino alla rivoluzione d'ottobre il grano Taganrog è stato il grano duro per eccellenza della Russia e veniva spedito dal porto dell'omonima città sul mar d'Azov.
Nel 1830 il grano Taganrog veniva importato durante il regno borbonico, che era essenzialmente agricolo e, perciò, scoraggiava l’importazione di grano. I pastai, però, avevano sempre sostenuto di non poter produrre buona pasta senza il grano russo della città di Taganrog. Non essendo accettabile per i governanti un peggioramento della qualità della pasta, l'importazione del grano russo continuò ad essere consentita, anche se i coltivatori del Regno di Napoli spesso non trovavano sbocchi per il loro grano. Il Taganrog era comunque il miglior grano duro per la pastificazione.
Alla fine dell'800 dai porti di Rostov, Taganrog, Azov, Novorossijsk, Ejsk e Mariupol' (tutti sul mar d'Azov) venivano esportati grandissimi volumi del grano nei Paesi del mar Mediterraneo (soprattutto l'Italia, in virtù di un accordo commerciale del 1863, ma anche Francia, Grecia e Spagna). In Italia il volume del frumento importato dalla Russia arrivava all'89,5% del totale delle importazioni di grano; la quota rimanente era importata dalla Romania e dagli Stati Uniti. Con la fine della prima guerra mondiale in Russia, nel 1917, questo flusso di merci terminò.
Successivamente il grano duro in tutta la Russia fu sostituito dal più produttivo grano tenero (besostoja, rostovčanka, mironovskaja 808 ed altri tipi).

## Caratteristiche
Il genetista Francesco D'Amato (1916-1998), ha sostenuto l'ipotesi che il grano Russello derivasse dal grano Taganrog; oggi questa ipotesi è stata esclusa. Il Taganrog differisce biomorfologicamente dal Russello cui è stato asimilato.
Emanuele De Cillis (1964) lo segnala come unico appartenente alla sezione europea, diffusa nei Balcani, nella Russia sud-occidentale, nell’Anatolia e successivamente nel Nord America.
Il grano Taganrog è un grano primaverile con elevata resistenza al glutine; molto apprezzato in Italia per la qualità della pasta che si produceva da esso miscelato con varietà italiane, spesso con il grano Saragolla. Secondo il ricordo di Vincenzo Agnesi il Taganrog aveva il 17% di glutine sul secco e circa il 20% di sostanze azotate totali.
Il Taganrog moderno, in Russia, ha una maturazione di 77-86 giorni, una resa di 5,22 ton. x ha, ha un'altezza di 85-90 cm.
Il grano Taganrog è una varietà con spighe rosse e foglie nere, con rivestimento blu-nerastro, spighette con 3-4 grani. Le ariste sono nere e blu alla base, rossastre in punta. 
La paglia è rosso chiaro, lunga, piena di midollo; la cariosside è biancastra, vetrosa, grande, dalla buccia sottile.
La varietà di grano antico Taganrog russo è in realtà un insieme di varietà diverse della regione del Don e del Volga. Nel 1901 alcune di esse erano note come  Kubanka, Pererodka, Gharnovka gialla, Gharnovka, Don nero (Black Don), Beloturka, Sarui-bugda e Velvet Don.

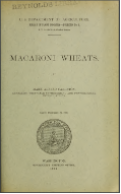
Macaroni Wheats di Mark Alfred Carleton, 1901
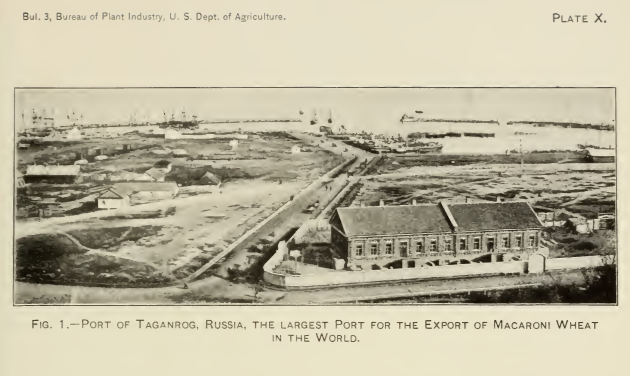
Il porto di Taganrog, il più grande porto mondiale per l'esportazione di grano duro (macaroni wheat), nel 1901.
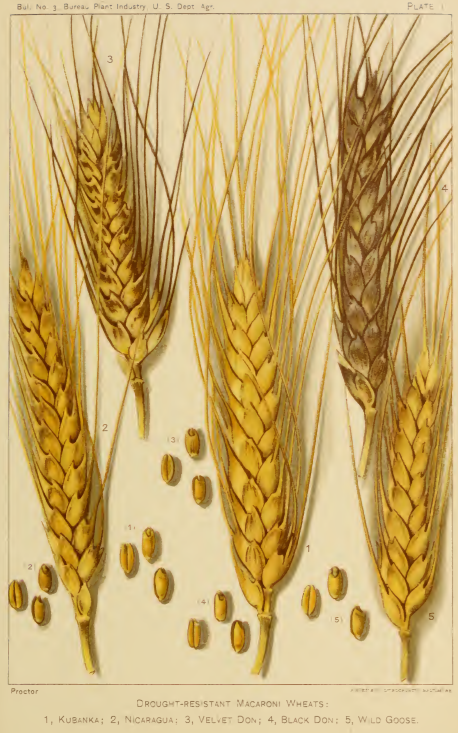
Grani duri (macaroni wheat) resistenti alla siccità 1901: 1, Kubanka; 2, Nicaragua; 3, Velvet Don; 4, Black Don; 5, Wild Gocse.
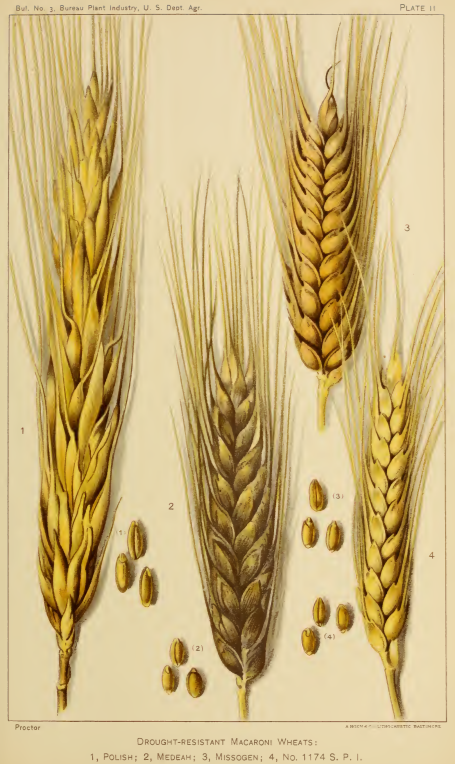
Grani duri (macaroni wheat) resistenti alla siccità 1901: 1, Polish; 2, Medeah; 3, Missogen; 4, No. 11 74 S. P. I.

L'Istituto federale russo di ricerca sulla genetica delle piante «N. Vavilov» avrebbe riscoperto un grano chiamato «Taganrog's Arnautics» in un fondo di magazzino classificato come n. 25377, possibile superstite del Taganrog estinto.

## Curiosità
Sin dal 1815 molte navi greche con mercanti e armatori greci operavano sul trasporto del grano Taganrog diventando i principali fornitori di grano della Gran Bretagna. I cereali insieme a prodotti sfusi provenienti dalla Russia rappresentavano circa l’80% del tonnellaggio in entrata nei porti inglesi, in particolare dopo il 1870. Dal 1890 si ebbe un calo nelle esportazioni di grano russo verso la Gran Bretagna e un aumento delle esportazioni di grano russo verso Olanda, Italia e Germania. Le esportazioni verso la Francia rimasero più o meno le stesse fino alla vigilia della prima guerra mondiale.
Dal 1840 a Rostov le Flotte Riunite Florio agivano con la «Società commerciale Florio».

### Annotazioni
1. ↑  KUBANKA:Questa è una varietà coltivata ben conosciuta e chiaramente distinta principalmente nella Russia orientale, e da tutti i punti di vista è uno dei due o tre migliori grani duri russi.
2. ↑  PERERODKA:Questo è un ceppo speciale della varietà Kubanka, che si suppone si sia evoluto attraverso l'influenza dei cambiamenti del suolo e del clima.
3. ↑  GHARNOVKA. La varietà che costituisce la base di gran parte dell'esportazione di maccheroni dalla regione del Mar d'Azov è la Gharnovka.
4. ↑  BLACK DON: È conosciuta come Chernokoloska in Russia, ed è coltivata molto nel territorio del Don, così come in tutto la Regione del Volga e, in una certa misura, in Crimea e in Siberia.
5. ↑  BELOTURKA: La varietà Beloturka è molto simile alla Kubanka, ma differisce da essa per avere una testa più lunga e più stretta e un chicco più lungo che non è così spesso. Come Kubanka è anche estremamente resistente alla siccità. Viene coltivato in tutta la regione del Volga, ma soprattutto nel sud-est della Russia.
6. ↑  SARUI-BUGDA: Varietà conosciuta con questo nome tartaro e che è apparentemente distinta, ma può essere strettamente affine, a Beloturka o Arnautka notevolmente presente nel Caucaso settentrionale, vicino al Mar Caspio, ma soprattutto nel Turkestan. È probabilmente uno dei grani più resistenti alla siccità
conosciuto ovunque.
7. ↑  VELVET DON: Questa varietà, chiamata Chernouska in Russia, è coltivata soprattutto in larga misura in Crimea e vicino a Sarepta, nella regione del fiume Volga.

### Fonti
1. ↑   Taganrog, su Treccani, 28 luglio 2023. URL consultato il 18 maggio 2024.
2. 1 2 3 4  (KY) Italia e il Sud della Russia, su Культурный Центр «Данте». URL consultato il 14 maggio 2024.
3. ↑   Pasta and pizza : La Cecla, Franco : Free Download, Borrow, and Streaming : Internet Archive, su archive.org, 25 marzo 2023. URL consultato il 14 maggio 2024.
4. ↑   Russello Wheat, su biologistic.it. URL consultato il 14 maggio 2024.
5. ↑   vari AA, Evoluzione varietale e qualità in frumento duro (Triticum turgidum subsp. durum): dalle vecchie popolazioni alle attuali cultivar (PDF), su anisn.it,  p. 10.
6. ↑  Bianchi, A., & Boggini, G. (1998). Evoluzione varietale. In: La qualità del grano duro.
7. ↑   Ma tu lo conosci Tanganrog?, su WeLovePasta, 6 aprile 2016. URL consultato il 14 maggio 2024.
8. ↑   Italian wheat, country-of-origin labelling and “made in Italy” -, su pastaria.it, 17 ottobre 2013. URL consultato il 14 maggio 2024.
9. ↑   Saragolla wheat: Fairchild, David, 1869-1954, su archive.org, 25 marzo 2023. URL consultato il 14 maggio 2024.
10. ↑   Barilla Alimentare s.p.a., La pasta, su archive.org, 25 marzo 2023. URL consultato il 14 maggio 2024.
11. ↑  (RU) Пшеница твердая яровая ТАГАНРОГ от, su ГлавАгроном. URL consultato il 16 maggio 2024.
12. ↑  (RU) пшеница твёрдая яровая. Характеристики и отзывы, su Direct.Farm. URL consultato il 14 maggio 2024.
13. ↑   ПОЛНАЯ ЭНЦИКЛОПЕДІЯ п Р У С С К А Г О СЕЛЬСКАГО ХОЗЯЙСТВА И СОПРИКАСАЮЩИХСЯ СЬ НИМЪ НАУКЪ. (PDF), su upload.wikimedia.org. URL consultato il 14 maggio 2024.
14. ↑  (RU) Твердая пшеница – исторический экскурс и современное производство, su Grainboard.ru. URL consultato il 14 maggio 2024.
15. 1 2 3 4   Macaroni wheats by Mark Alfred Carleton, Washington: Government Printing Office - 1901. (PDF), su ia803202.us.archive.org,  p. 52. URL consultato il 14 maggio 2024.
16. ↑  (RU) Всероссийский институт генетических ресурсов растений имени Н.И. Вавилова (ВИР) – Всероссийский институт генетических ресурсов растений имени Н.И. Вавилова (ВИР), su Всероссийский институт генетических ресурсов растений имени Н.И. Вавилова (ВИР) – Всероссийский институт генетических ресурсов растений имени Н.И. Вавилова (ВИР), 20 dicembre 2018. URL consultato il 14 maggio 2024.
17. ↑  (RU) Макаронный «Таганрог» не вернулся на донскую ниву, su Новости Таганрога сегодня - Блокнот Таганрог. URL consultato il 14 maggio 2024.
18. 1 2   A history of Greek-owned shipping : the making of an international tramp fleet, 1830 to the present day : Harlaftis, Gelina, 1958 - Internet Archive, su archive.org, 25 marzo 2023. URL consultato il 14 maggio 2024.
19. ↑   Giorgio Doria, Archivio Storico Italiano, vol. 150, 1 (551), Casa Editrice Leo S. Olschki s.r.l., 1992,  pp. 226-230, ISSN 03917770 (WC · ACNP), JSTOR 26217692,  http://www.jstor.org/stable/26217692. URL consultato il 14 maggio 2024.